# Holotrichia brunnea
Holotrichia brunnea är en skalbaggsart som beskrevs av Moser 1915. Holotrichia brunnea ingår i släktet Holotrichia och familjen Melolonthidae. Inga underarter finns listade i Catalogue of Life.